# 家庭問答
《家庭問答》（英語：Family Feud）是美國一個由弗里曼特爾媒體製作的電視遊戲節目，節目單位會邀請兩個家庭來進行對抗，
製作團隊會事先準備問題詢問100位民眾，民眾的答案會依照次數排行在答案板上，參賽家庭必須限時回答同樣的問題，如果回答的問題排行越高，得到的分數也越高，贏家可得到獎金或獎品。 節目於1976年到1985年間在美國廣播公司（ABC）電視網播出，目前則是由各電視台聯播，主持人為史蒂夫·哈維。

## 美国国外版本

### 台灣
- 中視曾于1983年至1988年播出节目《大家一起來》，方式和《家庭問答》相似。
- 傳訊電視亦曾於1998年七月至十月間播出重刻版節目，主持人亦為趙樹海。

### 新加坡
新广第八波道（即现新传媒8频道）于1986年播出节目《满堂欢笑一家亲》，方式和《家庭問答》相似，主持人为陈澍城。

### 中国大陆
东方卫视于2010年至2011年买下《家庭問答》版权，并以《家庭赛乐赛》名义播出，主持人为林海和英达。

### 香港
無綫電視於2021年购入版权，則因配合主持人名字更名为《思家大戰》播出，主持人为李思捷。

### 馬來西亞
首要媒體於1990年代至2000年代購入版權，以《Famili Ceria》名義播出。
Astro集團於2023年購入版權，其中中文版節目命名為《A咖贏家》。

## 外部連結
- 官方网站
- 製作網站
- 互联网电影数据库（IMDb）上《Family Feud (1976)》的资料（英文）
- 互联网电影数据库（IMDb）上《All-Star Family Feud Special (1977)》的资料（英文）
- 互联网电影数据库（IMDb）上《Family Feud (1988)》的资料（英文）
- 互联网电影数据库（IMDb）上《Family Feud (1999)》的资料（英文）
- 互联网电影数据库（IMDb）上《Celebrity Family Feud (2008)》的资料（英文）